# ثيودور أمان
ثيودور أمان (بالرومانية: Theodor Aman)‏ هو رسام روماني، ولد في 20 مارس 1831 في Câmpulung ‏ في رومانيا، وتوفي في 19 أغسطس 1891 في بوخارست في رومانيا.

## معرض صور

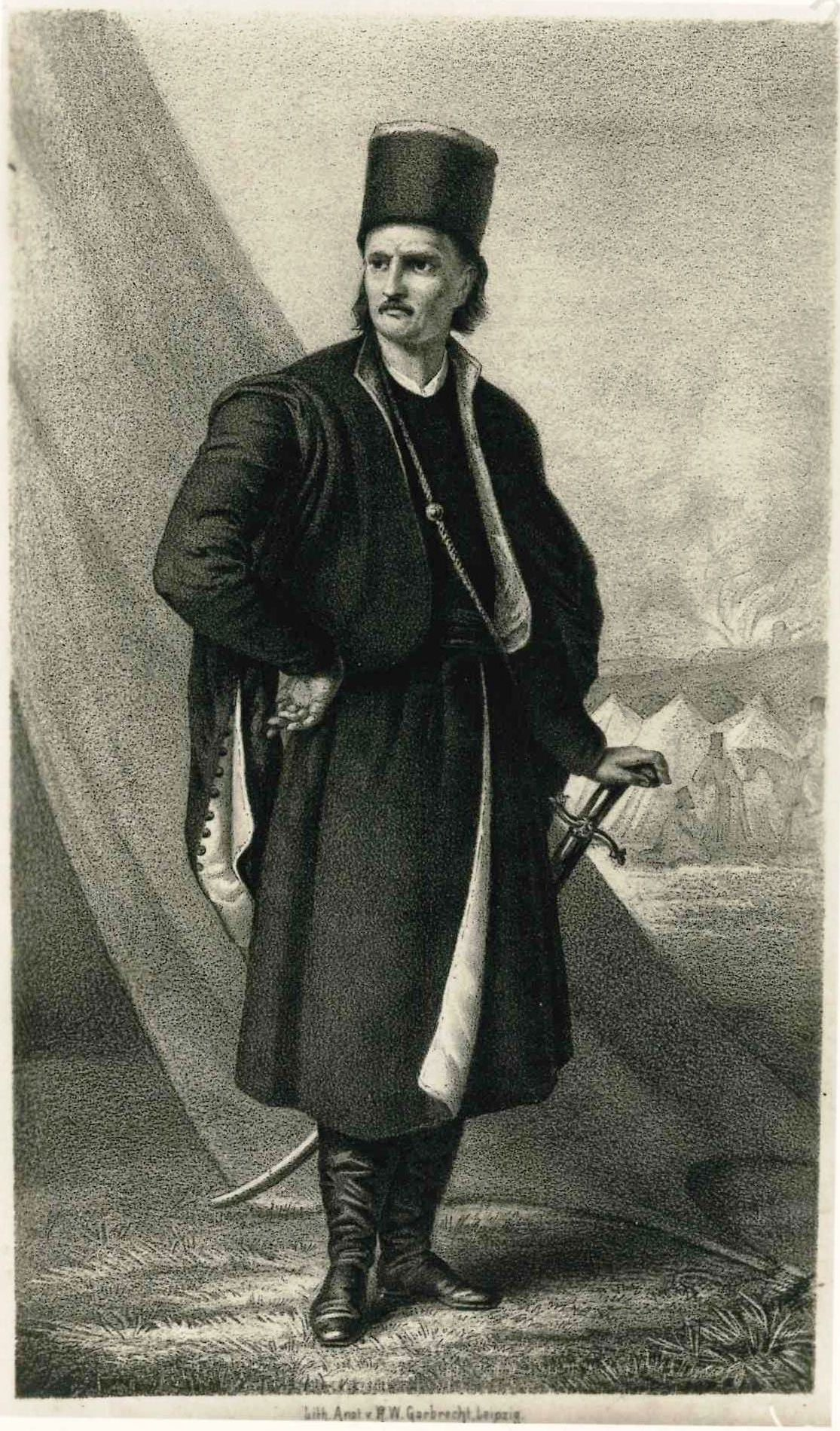
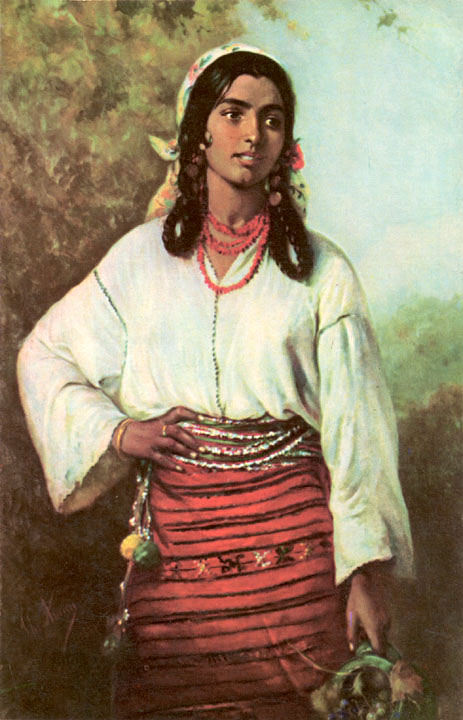
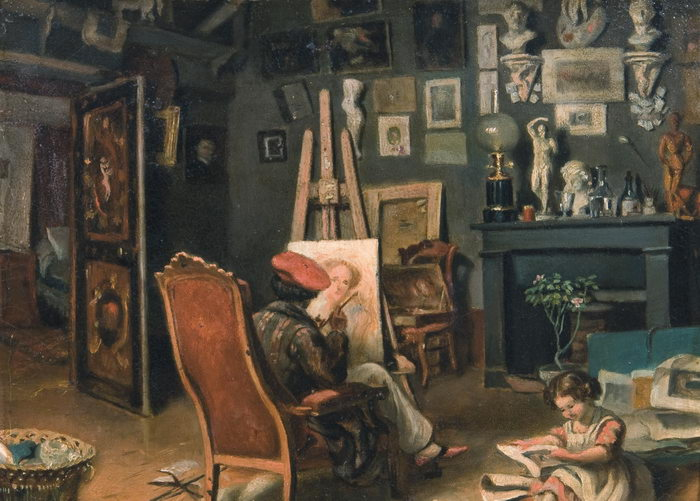
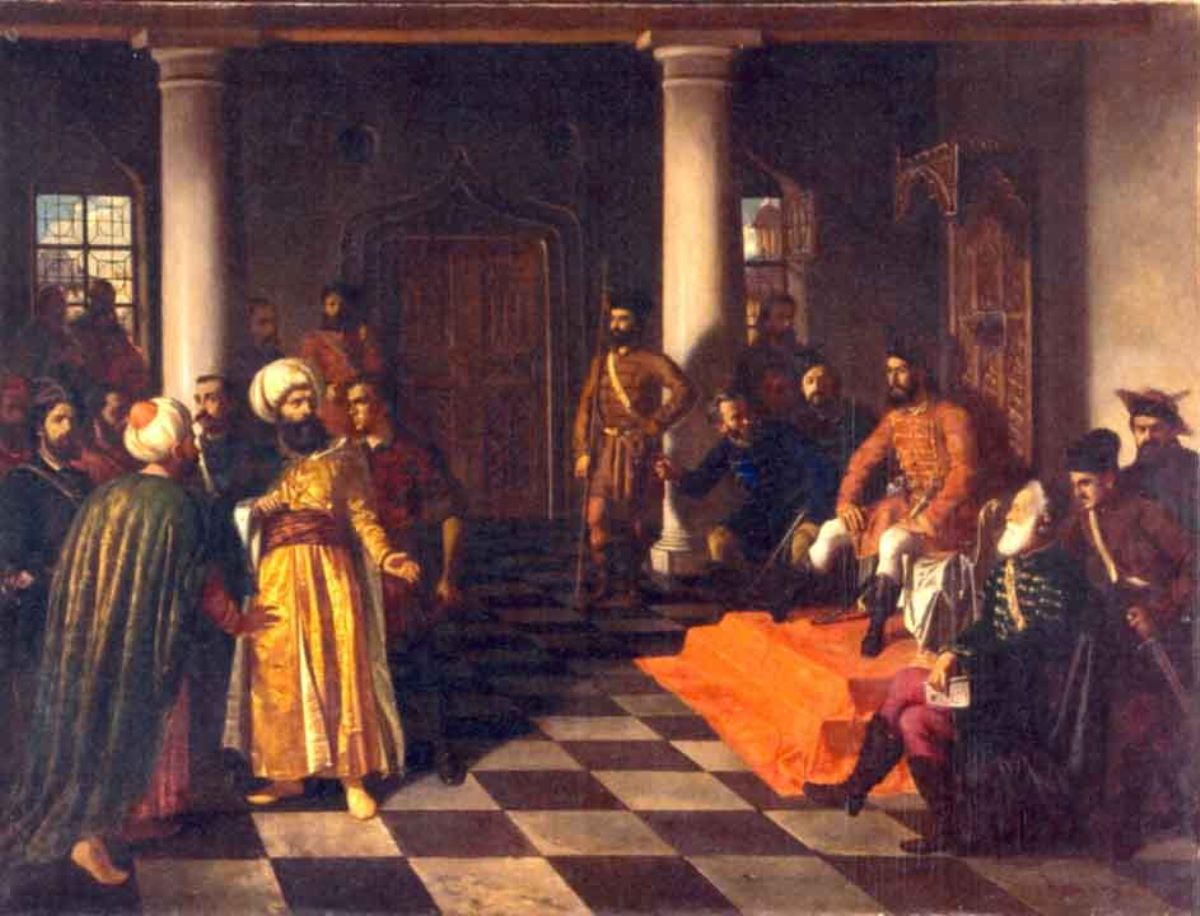
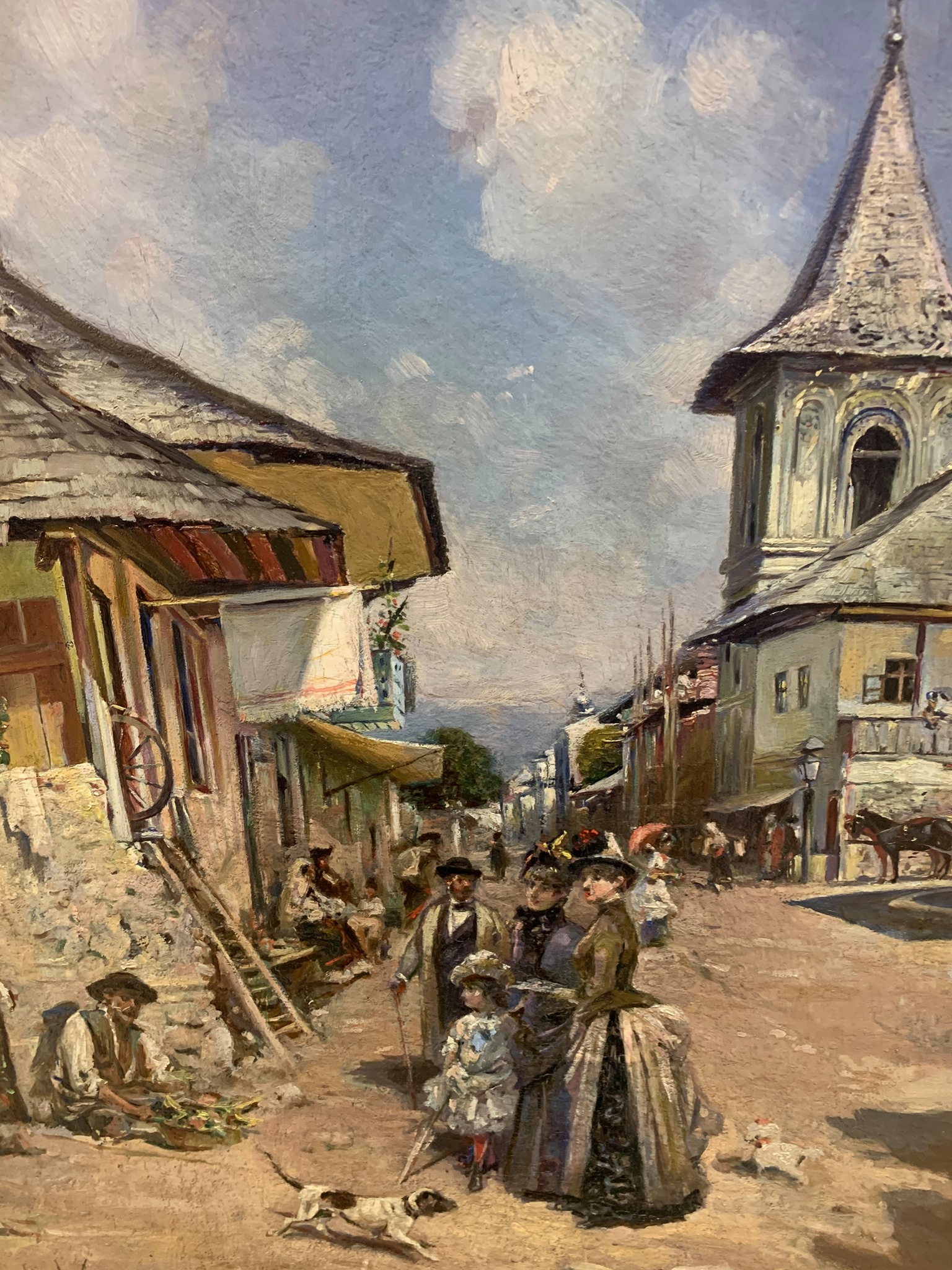